# Seiko Matsuda Concert Tour 2011 Cherish
『Seiko Matsuda Concert Tour 2011 Cherish』（セイコ・マツダ・コンサート・ツアー・2011・チェリッシュ）は、松田聖子のライブ・ビデオ。2011年11月23日DVD発売。2012年6月6日にはBlu-ray Discでも発売。発売元はユニバーサルシグマ。

## 解説
同年6月～8月に行われたコンサート・ツアーから日本武道館公演の模様を収録したDVD及びBlu-ray Discで同年発売アルバム『Cherish』からの楽曲を中心に披露した。DVDは初回限定盤と通常盤の2形態で発売。

## 収録曲
1. I can't stop falling in love
2. I wanna hold you tight
3. Oh! baby〜
4. You're the reason of my life
5. DOKI DOKI!!
6. マイアミ午前5時
7. ピーチ・シャーベット
8. 雨のリゾート
9. 赤いスイートピー
10. 「ありがとう」
11. 瑠璃色の地球
12. Cause you're my destiny
13. いくつの夜明けを数えたら
14. あなたに逢いたくて〜Missing You〜
15. 天使のウィンク
16. 青い珊瑚礁
17. 風は秋色
18. 制服
19. 渚のバルコニー
20. 時間の国のアリス
21. Rock'n Rouge
22. チェリーブラッサム
23. 夏の扉
24. 輝いた季節へ旅立とう
25. 20th Party
26. 30th Party